# Großsteingrab Niederfinow
Das Großsteingrab Niederfinow war eine mögliche megalithische Grabanlage der Jungsteinzeit bei Niederfinow im Landkreis Barnim (Brandenburg). In einer Schenkungsurkunde der Markgrafen Otto IV., Johann IV. und Waldemar an das Kloster Chorin von 1304 werden zwischen Chorin und Finow Hügel aus Erde und Stein erwähnt, was  Leopold von Ledebur und ihm folgend Hans-Jürgen Beier als Hinweis auf ein einstiges Großsteingrab werten. Angaben zu Maßen, Ausrichtung und Typ liegen nicht vor. Auch die Zerstörungszeit ist unbekannt, allerdings scheint es schon lange vor der Mitte des 19. Jahrhunderts ausgegangen zu sein.